# Сатте

36°4′41″ пн. ш. 139°43′33″ сх. д. / 36.07806° пн. ш. 139.72583° сх. д.
Сатте́-ші (яп. 幸手市, さってし, МФА: [sat̚.te ɕi̥]) — місто в Японії, в префектурі Сайтама.

## Короткі відомості
Розташоване в північно-східній частині префектури. Виникло на місці середньовічного постоялого поселення на Муцівському і Ніккоському шляхах. Основою економіки є виробництво електротоварів, комерція. В місті розташована дамба Ґонґен, на якій розташований парк сакур. Станом на 1 жовтня 2008 площа міста становила 33,95 км². Станом на 1 січня 2009 населення міста становило 53 740 осіб.